# 26 novembre dans les chemins de fer
26 octobre 26 décembre
Chronologies thématiques
- Croisades
- Sports
- Disney

Cette page concerne les événements qui se sont déroulés un 26 novembre dans les chemins de fer.

## Événements

### XXesiècle
- 1977 - France : Inauguration à Marseille de la ligne 1 du métro de Marseille par Gaston Defferre
- 1998 - Inde : dans l'État du Penjab, une collision entre deux trains de voyageurs fait au moins 209 morts et 250 blessés.